# ماركوس غارفي
ماركوس غارفي (بالإنجليزية: Marcus Mosiah Garvey) (1887-1940) هو أحد القوميين السود البارزين خلال أوائل القرن العشرين، ولد غارفي في جامايكا لكنه أمضى أنجح سنوات عمره في الولايات المتحدة. كان رأسمالي متحمس ومن المؤمنين بأن على الأمريكان الأفارقة وغيرهم من السود حول العالم أن يقوموا بجهد موحد لتشكيل مؤسسات تستطيع أن تجمع الثروة والسلطة في أيديها. ولهذا السبب أنشأ ضمن منظمات أخرى، الجمعية الموحدة وضع الزنوج(unia). وبعد مطالعته كتاب بوكر تي واشنطن،(النهوض من العبودية)، سأل غارفي نفسه: (أين هي حكومة الرجل الأسود؟ أين ملكه ومملكته؟ أين رئيسه، بلده، سفراءه، جيشه قوات بحريته ورجاله للشؤون الكبيرة؟ لم أستطع أن أجدهم. لذلك قررت ان أساعد في صنعهم).
ولد غارفي في دائرة سانت أن بجزيرة جامايكا حيث تدرب في سنوات مراهقته على يد معلمه ألفريد بوروز الذي كان يمتلك مطبعة. كان والد غارفي مولعا بالكتب مثله مثل بوروز. تلقى ماركوس الشاب توجيها أوليا نحو علم الأدب. هاجر غارفي إلى مدينة كينغستون حيث ظهرت مواهبه الرفيعة كمناضل طابعي، وتطور لديه الاهتمام بالصحافة، بعد أن وضع اسمه على القائمة السوداء لمحاولته تنظيم العمال، غادر جامايكا لزيارة أمريكا اللاتينية، وبعد ذلك أمضى سنتين في إنجلترا. خلال هاتين السنتين درس بصورة غير رسمية في جامعة لندن وعمل مع محمد علي دوسي، الوطني السوداني المصري الأسود ومؤسس صحيفة أفريكان تايمز أند أورينت ريفيو.
كان غارفى مصمما على نشر برنامجه لتمكين السود في الولايات المتحدة، والتي وصل إليها غارفى في عام 1915،حيث حاول أن يبرهن بأن الأمريكان الأفارقة يستطيعون نيل الاحترام من خلال بناء قوتهم الاقتصادية. ولهذا الهدف، سعى لإنشاء شبكة من مؤسسات الأعمال التي يمتلكها السود كمتاجر البقالة ومحلات لتنظيف الملابس وغيرها من الأعمال القادرة على الازدهار بصورة مستقلة عن اقتصاد البيض.وفي حين لم تلق هذه الفكرة، وغيرها من المحاولات الأولية في تنظيم الجماهير، الكثير من النجاح إلا أن مقابلته قد أكسبته شهرة متزايدة. وبحلول نهاية الحرب العالمية الأولى،كان اسمه قد أصبح معروفا بصورة واسعة بين الأمريكان السود.
كان غارفى بارعا في التلاعب بوسائل الإعلام وفي تنظيم أحداث عامة دراماتيكية. أسس صحيفة خاصة تحمل اسم (عالم الزنوج)، وكانت توزع بصورة واسعة عبر أنحاء الولايات المتحدة وفي بعض دول أمريكا اللاتينية. أقام مؤتمرات سنوية مفعمة بالحيوية في مدينة نيويورك، حيث سار الرجال والنساء تحت راية حمراء وسوداء وخضراء.وقد بقيت هذه الراية مع غيرها من الرموز الثلاثية الألوان محافظة على شعبيتها بين الأمريكان الأفارقة حتى وقتنا الحاضر.أما عن الملابس العسكرية المثيرة للانتباه التي كان يرتديها أحيانا أتباع غارفى، فقد أظهرت مكانة الحركة العسكرية القومية التي تسعى جاهدة إلى الإبلاغ عنه.
هناك أسطورة مفادها أن زعيم من الكونغو في قرية أفريقية نائية سئل إن كان يعرف شيئا عن الولايات الأمريكية المتحدة، وقيل أن جوابه كان،(أعرف اسم ماركوس غارفى).
تحت اسم (خط النجم الأسود)، أطلقت الجمعية المتحدة لتحسين حياة الزنوج محاولة أخرى فاشلة لفتح العلم أمام المؤسسات التجارية التي يملكها السود. باعت المنظمة كميات كبيرة من الأسهم في مشروعها ومعظمها بكميات صغيرة إلى العاملين العاديين، وقامت بشراء عدة سفن تجارية، ولكن لسوء الحظ كانت السفن في حالة متداعية.
آمن غارفى بالفصل بين الأعراق وكان راغبا في التعاون مع منظمات عنصرية بيضاء، وبالأخص مظمة كوكلوكس كلان.بعد مقابلته زعماء كوكلوكس كلان هاجمه زعماء سود كانوا من أعدائه.وكان عداء من نوع خاص هجوم أي فيلب راندولف، مؤءسس وقائد نقابة حاملى عربات النوم في القطارات، التي كانت من أوائل الاتحادات العلمية التي تهيمن على السود. اتهم راندولف غارفى بالتعاون مع عنصريين بيض في تنفيذ خطة لإعادة الأمريكان السود إلى موطنهم الأصلى في أفريقيا. أنكر غارفى مثل هذه الطموحات، ولكنه أرسل بالفعل مبعوثين إلى جمهورية ليبيريا للتحقيق في احتمالات إنشاء مشاريع أعمال جديدة فيها، ووجد تأييدا كبيرا هناك لأفكاره بين المثقفين الأفارقة الشباب.
في عام 1925،سجن غارفى بتهمة فيدرالية حول استخدام البريد للاحتيال. أنكر غارفى التهمة، وحتى بعض منتقديه وجدوا أن التهمة غير منصفة. عفا الرئيس كالفن كوليدج عن غارفى عام 1927،ولكنه بصفته مجرم تمت إدانته لأنه لم يكن مواطن أمريكى، فقد تم نفيه إلى بلده الأصلى جامايكا.تمنى له دبليو، أي.بى.ديبوا، أحدأشد منتقدى غارفى، النجاج، مشجعا إياه على متابعة جهوده في بلده الأصلى.
قام غارفى بإعادة تأسيس نفسه في لندن بانجلترا حيث أطلق مجلة جديدة اسمها(الرجل الأسود)،و التي انتقدت شخصيات سوداء أميريكية بارزة مثل بطل الملاكمة للوزن الثقيل جون لويس، والممثل والناشط السياسي بول ربسون، والشخصية الروحية المثيرة للجدل الأب ديفين، وذلك بسبب فشلهم في تأمين قيادة عرقية فعالة.لكن غارفى كان عاجزا كذلك في إعادة بناء منظمته إلى مستويات عضويتها السابقة.لكن على شعبية.

## نشأته

### الطفولة: 1887-1904
ولد ماركوس موسيا غارفي في 17 أغسطس 1887 في خليج سانت آن، وهي بلدة في مستعمرة جامايكا. في سياق المجتمع الجامايكي الاستعماري، الذي كان له التسلسل الهرمي الاجتماعي الملون، كان يعتبر غارفي في المنزلة الدنيا، كونه طفلًا أسود يعتقد أنه من أصل أفريقي كامل. ومع ذلك، كشفت الأبحاث الوراثية اللاحقة مع ذلك أن لديه بعض أسلاف أيبيريين. ولد جده الأكبر لأبيه في العبودية قبل إلغائها في جامايكا. كان لقبه، الذي كان من أصل أيرلندي، موروثًا من المستعبدين السابقين لعائلته.
كان والده مالخوس غارفي بنّاءً. كانت والدته، سارة ريتشاردز، خادمة منازل وابنة مزارعين فلاحين. كان لمالخوس شريكتان سابقتان قبل سارة، وكان بينهما ستة أطفال. أنجبت منه سارة أربعة أطفال آخرين، كان ماركوس أصغرهم، رغم أن طفلين توفيا في طفولتهما. بسبب مهنته، كانت عائلة مالخوس أكثر ثراءً من العديد من جيرانهم الفلاحين. كانوا برجوازية صغيرة. ومع ذلك، كان مالخوس متهورًا بأمواله، وعلى مدار حياته فقد معظم الأراضي التي كان يملكها لسداد المدفوعات. كان لدى مالخوس مجموعة كتب وكان متعلمًا ذاتيًا؛ وعمل في بعض الأحيان كشخص عادي في كنيسة ويسليان المحلية. كان مالخوس أبًا وزوجًا غير متسامح ومعاقب؛ لم يكن لديه علاقة وثيقة مع ابنه.
حتى سن الرابعة عشر، التحق غارفي بمدرسة تابعة للكنيسة المحلية؛ لم تتحمل الأسرة تكلفة مزيد من التعليم. عندما لم يكن في المدرسة، عمل غارفي في مزرعة عمه المستأجرة. كان لديه أصدقاء حطم معهم ذات مرة نوافذ كنيسة، ما أدى إلى اعتقاله. كان بعض أصدقائه من البيض، على الرغم من أنه وجد أنهم مع تقدمهم في السن يبتعدون عنه؛ وتذكر لاحقًا أن صديقة الطفولة المقربة كانت فتاة بيضاء: «كنا اثنين من الحمقى البريئين لم يملكوا أبدًا مشكلة في العرق». في عام 1901، تدرّب ماركوس على يد عرابه، وهو طبّاع محلي. في عام 1904، افتتحت الطابعة فرعًا آخر في بورت ماريا، حيث بدأ غارفي العمل، وكان يسافر من خليج سانت آن كل صباح.

### العمل المبكر في كينغستون: 1905-1909
في عام 1905 انتقل إلى كينغستون، حيث استقر في قرية سميث، وهي حي تقطنه الطبقة العاملة. في المدينة، أمن العمل مع قسم الطباعة في شركة بنيامين للتصنيع. صعد بسرعة عبر مراتب الشركة، ليصبح أول رئيس عمال من أصل أفريقي جامايكي. انتقلت أخته ووالدته، عند هذه النقطة إلى الابتعاد عن والده، للانضمام إليه في المدينة. في يناير 1907، تعرضت كينغستون لزلزال أدى إلى تحويل جزء كبير من المدينة إلى أنقاض. تُرك هو ووالدته وشقيقته للنوم في العراء لعدة أشهر. في مارس 1908، توفيت والدته. أثناء وجوده في كينغستون، تحول غارفي إلى الكاثوليكية.
أصبح غارفي نقابيًا وتولى دورًا قياديًا في إضراب عمال الطباعة في نوفمبر 1908. كُسر الإضراب بعد عدة أسابيع وأقيل غارفي. من ذلك الوقت فصاعدًا، وُصف غارفي بأنه مثير للمشاكل، ولم يتمكن من العثور على عمل في القطاع الخاص. ثم وجد عملاً مؤقتًا مع طابعة حكومية. نتيجة لهذه التجارب، أصبح غارفي غاضبًا بشكل متزايد من عدم المساواة الموجودة في المجتمع الجامايكي.
شارك غارفي مع النادي الوطني، أول منظمة قومية في جامايكا، وأصبح مساعد سكرتيرها الأول في أبريل 1910. شنت المجموعة بحملة لإزالة حاكم جامايكا، سيدني أوليفييه، من منصبه، وإنهاء هجرة الحمالين الهنود، أو العمال بعقود، إلى جامايكا، حيث كان ينظر إليهم على أنهم مصدر للمنافسة الاقتصادية من قبل السكان المستقرين. نشر مع زميله في النادي ويلفريد دومينغو كتيبًا يعبر عن أفكار المجموعة «الحشود المتصارعة». في أوائل عام 1910، بدأ غارفي في نشر مجلة غارفي وتشمان؛ اسمها إشارة إلى كتاب جورج ويليام جوردن ذا وتشمان- على الرغم من أنها استمرت ثلاثة أعداد فقط. ادعى أن عدد توزيعها كان ثلاثة آلاف نسخة، على الرغم من أن هذا كان على الأرجح مبالغة. التحق غارفي أيضًا بدروس التخاطب مع الصحفي الراديكالي جوزيف روبرت لوف، الذي اعتبره غارفي مرشدًا. بفضل مهارته المحسّنة في التحدث بطريقة اللغة الإنجليزية القياسية، شارك في العديد من مسابقات الخطابة العامة.

### السفر خارجًا: 1910-1914
أدت الصعوبات الاقتصادية في جامايكا إلى الهجرة المتزايدة من الجزيرة. في منتصف عام 1910، سافر غارفي إلى كوستاريكا، حيث أمّن له عمه العمل كمراقب في مزرعة موز كبيرة في مقاطعة ليمون مملوكة لشركة الفواكه المتحدة. بعد وقت قصير من وصوله، شهدت المنطقة إضرابات واضطرابات في معارضة محاولات اتحاد القوى الشعبية لخفض أجور عمالها. على الرغم من أنه كان مسؤولاً عن الإشراف على العمال اليدويين بصفته ضابطًا للوقت، إلا أنه أصبح غاضبًا بشكل متزايد من الطريقة التي عوملوا بها. في ربيع عام 1911 أطلق صحيفة ثنائية اللغة، Nation / La Nación، التي انتقدت تصرفات اتحاد القوى المتحدّة وأثارت غضب العديد من الطبقات المهيمنة في المجتمع الكوستاريكي في ليمون. أدت تغطيته لحريق محلي، حيث شكك في دوافع رجال الإطفاء، إلى إحضاره لاستجواب الشرطة. بعد تعطل مطبعته، لم يتمكن من استبدال الجزء المعيب وأنهى عمل الصحيفة.
سافر غارفي بعد ذلك عبر أمريكا الوسطى، حيث كان يعمل بشكل غير رسمي وهو يشق طريقه عبر هندوراس والإكوادور وكولومبيا وفنزويلا. وأثناء وجوده في ميناء كولون في بنما، أسس صحيفة جديدة، هي La Prensa (الصحافة). في عام 1911، أصيب بمرض خطير بعدوى بكتيرية وقرر العودة إلى كينغستون. ثم قرر السفر إلى لندن، المركز الإداري للإمبراطورية البريطانية، على أمل تطوير تعليمه غير الرسمي. في ربيع عام 1912 أبحر إلى إنجلترا. استأجر غرفة في شارع بورو هاي في جنوب لندن، وزار مجلس العموم، حيث أعجب بالسياسي ديفيد لويد جورج. كما زار ركن المتحدثين في هايد بارك وبدأ يتحدث هناك. لم يكن هناك سوى بضعة آلاف من السود في لندن في ذلك الوقت، وكان يُنظر إليهم غالبًا على أنهم غرباء؛ وكان معظمهم عمالًا. حصل غارفي في البداية على عمل مرحلي في أرصفة المدينة. في أغسطس 1912، انضمت إليه أخته إنديانا في لندن، حيث عملت خادمة منزل.
في أوائل عام 1913 عُيّن رسولًا وعاملًا يدويًا في جريدة أفريكان تايمز آند أورينت ريفيو، وهي مجلة مقرها في شارع فليت كان محررها دوسيه محمد علي. دعت المجلة إلى الإثيوبية والحكم الذاتي لمصر التي تحكمها بريطانيا. في عام 1914، بدأ محمد علي في توظيف خدمات غارفي ككاتب للمجلة. كما تلقى عدة دروس مسائية في القانون في كلية بيركبيك في بلومزبري. خطط غارفي للقيام بجولة في أوروبا، حيث أمضى بعض الوقت في غلاسكو وباريس ومونتي كارلو وبولوني ومدريد.

## وصلات خارجية
- ماركوس غارفي على موقع IMDb (الإنجليزية)
- ماركوس غارفي على موقع الموسوعة البريطانية (الإنجليزية)
- ماركوس غارفي على موقع ميوزك برينز (الإنجليزية)
- ماركوس غارفي على موقع إن إن دي بي (الإنجليزية)
- ماركوس غارفي على موقع ديسكوغز (الإنجليزية)